# تايكي أراي
تايكي أراي (باليابانية: 新井 泰貴) (مواليد 19 يونيو 1997) هو لاعب كرة قدم ياباني.

## وصلات خارجية
- تايكي أراي على موقع رابطة كرة القدم اليابانية للمحترفين (اليابانية)
- تايكي أراي على موقع قاعدة بيانات كرة القدم.إي يو (الإنجليزية)
- تايكي أراي على موقع Soccerway.com (الإنجليزية)